# Волчье (Елецкий район)
Во́лчье — село Елецкого района Липецкой области. Входит в состав Волчанского сельского поселения. 

## География
Расположено в 4 км севернее реки Быстрой Сосны.

## История
Впервые упоминается в Платежных книгах с Дозорных книг Елецкого уезда 1614/1615 г. так деревня,что был починок Волчей на Долгом отвершку под Радушкиным лесом.
В документах 1778 года носила другой статус и имела другое название — деревня Во́лчья .
История села в годы ВОВ (1941 - 1945) была кратка: немцы простояли в деревне всего около недели. Но старожилы ещё помнят, как они отбирали скотину и валенки.

## Население
| 2010 |
| ---- |
| 113  |

регулярно численность населения села изменялась. Всегда селяне поставляли в армию 5 - 10 новобранцев 
- в 1812 в армии находилось 9 волчанских парней
- в 1941-1945 годах более 100 человек из Волчьего не вернулись с фронтов ВОВ